# Многопользовательская игра
Многопо́льзовательская игра́ или мультипле́ер (англ. multiplayer — «множество игроков») — режим компьютерной игры, во время которого играет больше одного человека.

## История
Первой многопользовательской игрой считается[кем?] Tennis for Two (1958 год). Игра была сделана для аналоговой ЭВМ и выводила игровое поле на осциллографе.
Первые сетевые многопользовательские игры вышли в 1973 году. Примерно в одно время создаются игры Maze War, Empire и Spasim. Так как точная дата создания игр не известна, они до сих пор претендуют на звание первой многопользовательской игры. Maze War — трёхмерный шутер от первого лица с сетевой игрой в режиме Deathmatch. Empire — многопользовательский сетевой 2D-шутер (до 50 игроков). Spasim — многопользовательский сетевой космический симулятор (до 32 игроков).
Первые приставки (Pong, Magnavox Odyssey) уже имели два контроллера, что позволяло играть вдвоём.

## Классификация

### По технической реализации
1. Многопользовательская игра на одном компьютере:
  1. Игроки участвуют в игре одновременно. В спортивных симуляторах это естественный режим. В других играх, например, гонках, экран делится пополам, и такой режим называется splitscreen.
  2. Игроки участвуют в игре поочерёдно (англ. hotseat). Используется в некоторых пошаговых стратегиях, например, Heroes of Might and Magic. В симуляторах Формулы-1 Grand Prix 2, 3 и 4 также есть режим поочерёдной игры, когда один игрок ведёт свой болид, а болидами остальных управляет компьютер, при этом несколько раз за гонку управление передаётся от одного игрока другому.
  3. Один компьютер — несколько терминалов. На данный момент применяется в основном в игровых автоматах.
2. Игра по сети. Несколько компьютеров соединены в вычислительную сеть.
  1. Через последовательные или параллельные порты.
  2. Через модем.
  3. Через локальную сеть и интернет, по протоколам IPX или TCP/IP. (3D-шутеры, стратегии в реальном времени, …).
  4. Онлайн-игры
    1. Через собственный клиент: Ultima Online, Аллоды Онлайн.
    2. Браузерные игры: Tale, Бойцовский клуб, Magic, Livegames.
    3. Через электронную почту. См. PBEM.
    4. Через специальный веб-сайт: Мафия.
    5. Через IRC (например, викторины).

  5. Через Bluetooth, IrDA, SMS (игры для мобильных телефонов).

Некоторые игры (в основном для игровых приставок) поддерживают сетевую игру, в которой на каждой машине могут играть несколько игроков в режиме splitscreen.

### По правилам
1. По одной «жизни». Этот режим применялся в некоторых играх для первых ПК (например, ZX Spectrum). В этом режиме игроки совсем не взаимодействуют друг с другом, каждый ведёт свою игру; когда игрок теряет «жизнь», управление передаётся напарнику. См., например, Digger.
В игре Bruce Lee для ZX Spectrum есть необычный режим игры: один игрок управляет Брюсом, второй одним из соперников (сумоистом). Как только Брюс теряет «жизнь», игроки меняются местами. В другой игре для Spectrum, Quartet, можно играть вчетвером «по одной жизни».
2. Кооперативная игра. Цель игроков общая: вместе победить компьютерных соперников. Этот тип игры появился намного раньше сетевых игр.
3. Личные соревновательные игры: интересы игроков пересекаются, и каждый игрок старается победить остальных.
4. Командные соревновательные игры: игроки объединяются в команды, соревнующиеся друг с другом.
5. Игры с полной свободой, когда объединение в команды и война друг с другом полностью лежат на совести игроков. Разумеется, предательства не возбраняются. См., например, MMORPG.

### По организации связи
По принципу организации связи между компьютерами сетевые игры делятся на:
1. «Равный с равным» (англ. peer-to-peer, см. Одноранговая сеть). В этом режиме связи нет чётко выделенного главного компьютера; от каждого игрока информация передаётся всем остальным компьютерам. Каждый из компьютеров имеет достоверную информацию об игровом мире. Один из компьютеров обычно является ведущим, его роль ограничивается заданием темпа игры[1] и управлением игрой (смена уровня, изменение настроек игры). Если ведущий выходит, роль ведущего может взять на себя любой другой компьютер. В этом режиме обычно работают стратегии в реальном времени.
  - Достоинства: простота реализации; при архитектуре, когда передаются команды управления, игровой мир может быть сколь угодно сложным, но трафик зависит лишь от количества игроков; минимальная нагрузка на ведущего (равняющаяся нагрузке на ведомых); минимальные задержки передачи; при выходе ведущего любой компьютер может взять на себя обязанности ведущего.
  - Недостатки: взломав игру, можно следить за остальными игроками; большой трафик при большом количестве игроков; практически невозможно реализовать противодействие некачественной связи; проблемы с входом в начатую игру; требуется установленный канал связи каждого с каждым; высокая нагрузка на ведомые машины.
  - Применение: первые сетевые игры (например, Doom), игры для небольшого количества игроков, игры на слабых машинах (телефонах/карманных приставках), стратегии в реальном времени.
2. Звездообразная связь. Архитектура напоминает «равный с равным», однако вся связь ведётся через один центральный компьютер. Является переходным между «равный с равным» и «клиент-сервер».
  - Достоинства: простота реализации; малая нагрузка на сеть; можно реализовать противодействие задержкам, передачу ведущего на другой компьютер и вход в начатую игру; легко реализуется Кооперативная игра.
  - Недостатки: взломав игру, всё ещё можно следить за остальными игроками; всё ещё высокая вычислительная нагрузка на ведомые машины; более высокие задержки передачи.
  - Применение: аналогично одноранговым сетям.
3. Клиент-сервер. Один из компьютеров (сервер) содержит полную и достоверную информацию об игровом мире. Остальным компьютерам (клиентам) передаётся лишь та доля информации, которая позволяет вести игру и адекватно отображать игровой мир.
  - Достоинства: минимальная нагрузка на клиенты; можно установить выделенный сервер (в остальных моделях это бесполезно); наибольшая стойкость к читерству; естественный выбор, когда игровой мир очень велик, но каждый отдельный пользователь имеет дело с небольшой его частью; часто при изменениях в серверной части пользователям не нужно обновлять клиенты.
  - Недостатки: сложная реализация; большая нагрузка на сеть, когда игровой мир насыщен активными объектами (поэтому кооперативная игра плохо реализуется); миграция сервера на другой компьютер практически невозможна; высокая задержка между нажатием клавиши и действием.
  - Применение: большинство современных игр (за исключением стратегий, на которых выгодно применять одноранговую или звездообразную связь).
4. Многосерверная модель. Современные локальные сети мало похожи на сети времён Doom — в них намного больше коллизий[источник не указан 3648 дней], а значит, выше пинг. Многосерверная модель разработана для того, чтобы уменьшить проблему задержек, присущую обычной клиент-серверной модели. В этом режиме каждый компьютер является и клиентом, и сервером. Например, как только игрок Б попадает в кадр игроку А, тот может запросить, чтобы компьютер Б передавал своё положение напрямую на А, в обход сервера.
  - Достоинства: минимальные задержки на современных ЛВС.
  - Недостатки: более сложная реализация; недостаточное противодействие читерству; при онлайн-игре устанавливается обычный клиент-серверный режим.
  - Применение: эта модель рассчитана на игры, в которых сотые доли секунды решают всё. Применяется редко; предположительно используется в Splinter Cell и Soldier of Fortune.

## LAN party
За рубежом проводятся так называемые LAN party. Снимают зал, в нём проводится локальная сеть, и участники приносят туда свои компьютеры. В первую очередь LAN party является ареной для соревнований и местом общения любителей игр.
Другие причины организации LAN party:
- Многие популярные игры являются проприетарным ПО, и интернет-кафе не могут позволить себе предоставлять доступ к большому их количеству.
- Качественная игра через интернет не всегда возможна.
- Легче заметить некоторые виды читерства.
- Зачастую корпоративная политика запрещает устанавливать игры на рабочих компьютерах.
- На некоторых LAN party используют неавторизованные копии игр или обмениваются незаконными файлами.

Зачастую любители моддинга и разгона компьютеров показывают свои достижения на LAN party.

## Типы многопользовательской игры в 3D-шутерах
1. Кооперативная игра.
Обычно подразумевается игра с компьютерным противником, сильно отличающимся от персонажей игроков-людей. Например, игра с управляемыми компьютером напарниками против монстров в режиме Invasion Unreal Tournament 2004 является кооперативной игрой, а deathmatch (см. ниже) команды людей против команды ботов — нет.
2. Личные.
  1. Deathmatch — простая перестрелка между игроками. За убийство соперника даётся очко (фраг). Побеждает тот, кто наберёт больше фрагов.
  2. Last Man Standing — за смерть у игрока отнимается одна жизнь. Тот, у кого кончились жизни, выбывает.
  3. И другие, более экзотические типы игры. См., например, Aliens versus Predator 2.
3. Командные.
  1. Командный deathmatch.
  2. Контроль территории (Domination). Одна из первых реализаций — Unreal Tournament. В этом режиме на уровне есть несколько контрольных точек. Как только команда захватывает точку, та начинает приносить ей очки. Побеждает тот, кто наберёт больше очков. Подобный режим присутствует в игре Team Fortress 2, где нужно захватить сначала центральную контрольную точку, а затем вражеские второстепенную и главную. В Team Fortress Classic на карте Canalzone 2 каждая команда должна захватить 2 КТ на своей базе, 1 нейтральную и 2 на вражеской базе.
  3. Capture the flag. Эта игра похожа на одноимённую игру на местности. Задача — захватить вражеский флаг и принести его на свою базу.
  4. Захватчик-защитник. Hostage rescue и Bomb defuse в Counter-Strike, Assault в Unreal Tournament, Overrun в Aliens vs. Predator 2 — во всех этих играх одна сторона нападает, вторая обороняется.
  5. Побег. Похожа на предыдущую. Одна команда — охранники, вторая должна совершить побег и в некотором составе (от 1 человека до 50 % команды) добраться до точки эвакуации. Примеры — Evacuation в Alien vs. Predator 2, Escape в Counter-Strike, карта AS-Rook в Unreal Tournament.
  6. Война. Вариация режима контроль территории, когда две команды должны последовательно захватывать территорию и для победы необходимо захватить стартовую территорию противника. Такой режим игры обычно сопровождается использованием тяжелой техники, на больших территориях и с большим (для 3D-шутеров) числом игроков (десятки). Примером таких режимов является Onslaught в Unreal Tournament 2004, Warfare в Unreal Tournament 3, Heavy Metal в F.E.A.R. 2: Project Origin.
  7. И другие (например, Assassination в Counter-Strike, Key Hunt в Nexuiz, Artifact Hunt в S.T.A.L.K.E.R).

## Типы многопользовательской игры в стратегиях в реальном времени
1. Кооперативная против компьютерных соперников (в некоторых играх называется skirmish).
2. Личные.
  1. С полной свободой (англ. free for all). Игрокам даётся полная свобода заключать тайные союзы, предательство не возбраняется. Вариант: как только остаётся три человека, игра переходит на правила melee.
  2. Melee — игрокам запрещено заключать союзы. Соответственно, юниты стреляют по всем остальным игрокам, а сообщения, передаваемые по чату, передаются всем остальным.
3. Командная игра с равными условиями.
4. Командный сценарий (например, двое осаждают замок хорошо укрепившегося третьего игрока).
5. Различные модификации, направленные на управление одним персонажем (а не армией).
  - Defense of the Ancients — карта для WarCraft III.
  - Command & Conquer: The Sole Survivor.
6. Экзотические. Например, карта Steal the Beacon в StarCraft имитирует телеигру.

## Массовые онлайн-игры
Сетевая компьютерная игра, в которую одновременно играет большое количество игроков, как правило, имеющих возможность определённым способом взаимодействовать друг с другом.

## Мошенничество в сетевых играх
Мошенничество, или «читерство» (англ. cheat — мошенничество) — серьёзная проблема сетевых компьютерных игр.
Само определение понятия «мошенничество» туманно. Классическое определение мошенничества как «получение нечестного преимущества» не годится, так как остаётся непонятным смысл слова «нечестный». Мошенничеством определённо является применение «наводчиков» (англ. aimbot), которые стреляют быстро и без промаха. Перенастройка управления мошенничеством, разумеется, не является. Но всё, что находится между ними, является спорным. Даже настройка драйверов может оказаться вне закона (например, убирание тумана ускоряет игру, но увеличивает видимость, поэтому в некоторых играх это расценивается как мошенничество). Поэтому большинство лиг определяют, какие изменения игры разрешены, и все остальное считается мошенничеством.
Мошенничеством считаются:
- Использование багов сервера для получения игровых выгод без сообщения об этом администрации. Часто мошенничеством считается «мультоводство».
- Использование специальных программ, оперирующих памятью локально выполняемой части игры для получения дополнительных преимуществ.

Некоторые мошеннические программы настолько хорошо замаскированы, что даже человек, приставленный к монитору мошенника, может не заметить подвоха. Например, программа-наводчик может активизироваться при одновременном нажатии кнопок «Влево» и «Вправо».